# Беспалова, Эмилия Константиновна
Эми́лия Константи́новна Беспа́лова (в девичестве — Виноградова) (6 апреля 1930, Кинешма, Ивановская область, РСФСР, СССР — 20 июля 2007, Химки, Московская область, РФ) — советский и российский библиограф, библиографовед, книговед и педагог, Доктор педагогических наук (1993), Профессор МГБИ (1990), Действительный член МАИ (1994).

## Биография
Родилась 6 апреля 1930 года в Кинешме в семье библиотекаря М. Ф. Виноградовой, которая работала в Центральной публичной земской библиотеки города Кинешма с 1919 года. Мать очень хотела, чтобы её дочь пошла по её стопам, и поэтому в 1947 году поступила в МГБИ им. Молотова, где встретила свою будущую любовь — Михаила Беспалова, вскоре родился старший сын — Владимир Беспалов, окончивший в 1978 году библиотечный факультет МГИК, являющиеся кандидатом педагогических наук и профессором кафедры библиотековедения МГУКИ.
С 1952 по 1956 год работала в Орловской областной библиотеке, с 1957 по 1959 год работала в различных библиотеках Кинешмы и наконец с 1960 года она стала работать вместе со своим супругом в МГБИ (ныне МГИК) города  Химки, Московской области.
В 1976 году потеряла своего супруга, который скорпостижно скончался в возрасте всего лишь 47 лет, но несмотря на это она не сломилась и продолжила дальше свою работу.
Она сотрудничала с различными зарубежными институтами, и вела циклы лекций за рубежом (в 1992 году в Институте библиотековедения и информатики при Уханьском университете в КНР и в 1995 году в Институте иностранных языков при этом же университете).
Скончалась 20 июля 2007 года в Химках.

## Научные работы
Основные научные работы посвящены истории и современному состоянию теории рекомендательной библиографии. Автор ряда научных работ и нескольких книг.
- Избранное: Статьи за 20 лет. М., 1994. Т. 1-2;
- Формирование библиографической мысли в России (до 60-х гг. XIX в.). М., 1994; 2-е изд. СПб., 2007;
- Библиография в России на рубеже XXI века (80–90-е гг.). Ч. 1. Историко-библиографические исследования: Учеб. пособие по курсу «Библиографоведение. Общий курс. Раздел II: История русской библиографии». М., 2002.;
- Теоретическое введение в историю библиографии: Лекция по курсу курсу «Библиографоведение. Общий курс. Раздел II: История русской библиографии». М., 2003;
- Биографический жанр в библиографоведении. Персоналия библиографов. М., 2003.
- Венгеров, Семён Афанасьевич : [арх. 21 октября 2022] / Беспалова Э. К. // Великий князь — Восходящий узел орбиты. — М. : Большая российская энциклопедия, 2006. — С. 75. — (Большая российская энциклопедия : [в 35 т.] / гл. ред. Ю. С. Осипов ; 2004—2017, т. 5). — ISBN 5-85270-334-6.